# 岩山
岩山（日语：／）或斯米爾諾夫火山（俄语：Вулкан Смирнова）是位於千島群島國後島西北端的火山，属北海道根室振兴局或萨哈林州南库里尔斯克区，海拔高度1,189米，山體在全新世時期形成，最近一次火山噴發時間不詳。